# Rachel-püspökmadár
A Rachel-püspökmadár (Malimbus racheliae) a madarak osztályának verébalakúak (Passeriformes) rendjébe és a szövőmadárfélék (Ploceidae) családjába tartozó faj.

## Rendszerezése
A fajt John Cassin amerikai ornitológus írta le 1857-ben, a Sycobius nembe Sycobius racheliae néven.

## Előfordulása
Afrika középső, nyugati részén, Egyenlítői-Guinea, Gabon, Kamerun és Nigéria területén honos. Természetes élőhelyei a szubtrópusi és trópusi síkvidéki esőerdők. Állandó, nem vonuló faj.

## Megjelenése
Testhossza 17 centiméter.

## Természetvédelmi helyzete
Az elterjedési területe elég nagy, egyedszáma csökken, de még nem éri el a kritikus szintet. A Természetvédelmi Világszövetség Vörös listáján nem fenyegetett fajként szerepel.